# Lac Tremblant (Papineau)
Pour les articles homonymes, voir Lac Tremblant (homonymie).
Le lac Tremblant est un lac d'eau douce situé dans la municipalité de Saint-Émile-de-Suffolk, administré par la municipalité régionale de comté de Papineau, dans la région administrative de l'Outaouais, au Québec, au Canada.

## Géographie
Ce lac a une superficie d’environ 81,7 ha et est alimenté en eau par un ruisseau innommé provenant d’un lac sans nom situé au nord.
Le lac Tremblant est situé à proximité du chemin du Lac-Tremblant, qui se trouve au nord-est.

## Toponymie
Le toponyme « Lac Tremblant » a été officialisé le 5 décembre 1968 à la Commission de toponymie du Québec.